# Bahnstrecke Sonneberg–Stockheim
| |                                  |                                 |                                |
| Streckennummer (DB): | 5013                             |                                 |                                |
| Kursbuchstrecke (DB): | zuletzt 828 (Stockheim–Burggrub) |                                 |                                |
| Kursbuchstrecke: | 164g (1934)                      |                                 |                                |
| Streckenlänge: | 15,3 km                          |                                 |                                |
| Spurweite: | 1435 mm (Normalspur)             |                                 |                                |
| Maximale Neigung: | 16,7 ‰                           |                                 |                                |
| Minimaler Radius: | 300 m                            |                                 |                                |
| |                                  |                                 |                                |
| \| \| \| von Coburg \| \| \| \| \| von Eisfeld \| \| \| \| 19,51 \| Sonneberg (Thür) Hbf \| 387 m \| \| \| 22,09 \| Sonneberg (Thür) Ost (ehem. Bf) \| 383 m \| \| \| \| bis 1952 Köppelsdorf-Oberlind \| \| \| \| \| nach Lauscha \| \| \| \| 24,81 \| Föritz \| Föritz \| \| \| 28,29 \| Neuhaus-Schierschnitz \| Neuhaus-Schierschnitz \| \| \| \| ehemalige innerdeutsche Grenze \| \| \| \| 30,93 \| Burggrub \| Burggrub \| \| \| \| von Hochstadt-Marktzeuln \| \| \| \| 34,79 \| Stockheim (Oberfr) (ehem. Bf) \| Stockheim (Oberfr) (ehem. Bf) \| \| \| \| nach Probstzella \| \| |                                  |                                 |                                |
| Strecke |                                  | von Coburg                      | von Coburg                     |
| Abzweig geradeaus und von links |                                  | von Eisfeld                     | von Eisfeld                    |
| Bahnhof | 19,51                            | Sonneberg (Thür) Hbf            | 387 m                          |
| Haltepunkt / Haltestelle | 22,09                            | Sonneberg (Thür) Ost (ehem. Bf) | 383 m                          |
| Strecke |                                  | bis 1952 Köppelsdorf-Oberlind   | bis 1952 Köppelsdorf-Oberlind  |
| Abzweig ehemals geradeaus und nach links |                                  | nach Lauscha                    | nach Lauscha                   |
| Haltepunkt / Haltestelle (Strecke außer Betrieb) | 24,81                            | Föritz                          | Föritz                         |
| Bahnhof (Strecke außer Betrieb) | 28,29                            | Neuhaus-Schierschnitz           | Neuhaus-Schierschnitz          |
| Grenze (Strecke außer Betrieb) |                                  | ehemalige innerdeutsche Grenze  | ehemalige innerdeutsche Grenze |
| Bahnhof (Strecke außer Betrieb) | 30,93                            | Burggrub                        | Burggrub                       |
| Abzweig ehemals geradeaus und von rechts |                                  | von Hochstadt-Marktzeuln        | von Hochstadt-Marktzeuln       |
| Haltepunkt / Haltestelle | 34,79                            | Stockheim (Oberfr) (ehem. Bf)   | Stockheim (Oberfr) (ehem. Bf)  |
| Strecke |                                  | nach Probstzella                | nach Probstzella               |

Die Bahnstrecke Sonneberg–Stockheim war eine 15 km lange Nebenbahn, die von Sonneberg in Südthüringen nach Stockheim in Oberfranken führte. Die eingleisige Strecke der Spurweite 1435 mm (Normalspur) war nicht elektrifiziert. Seit 2010 ist die ehemalige Trasse teilweise als asphaltierter Radweg befahrbar.

## Streckenbau
Seit Ende der 1880er forderte insbesondere die Sonneberger Handelskammer eine Bahnstrecke nach Stockheim, weil dadurch bei den Verbindungen Richtung Norden mit der Bahnstrecke Hochstadt-Marktzeuln–Probstzella ein 57 km langer Umweg über Lichtenfels erspart wurde.
Am 30. Januar 1897 wurde schließlich zwischen dem Königreich Preußen, dem Königreich Bayern und dem Herzogtum Sachsen-Meiningen ein Staatsvertrag über den Bau einer Bahnverbindung zwischen Köppelsdorf-Oberlind und Stockheim geschlossen.

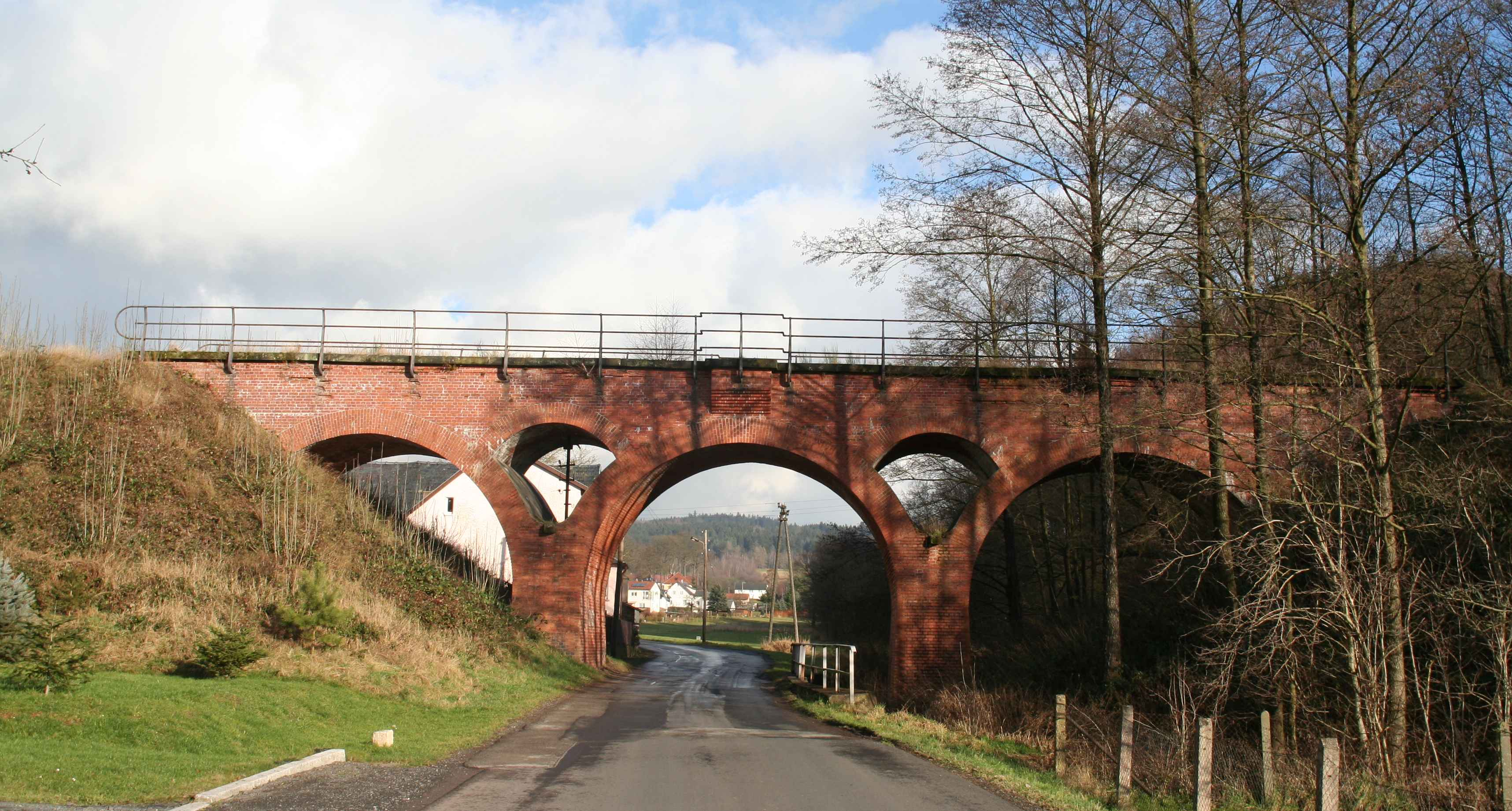
Ziegelsteinbrücke bei Föritz/Schwärzdorf

Der erste 3,5 km lange Streckenteil von Sonneberg nach Köppelsdorf-Oberlind war bereits in Fortsetzung der Bahnstrecke Coburg–Sonneberg ab 1. Mai 1885 errichtet und am 1. Oktober 1886 durch die Werra-Eisenbahn-Gesellschaft als Teil der Bahnstrecke Sonneberg–Lauscha eröffnet worden. 1909 wurde dieser Abschnitt aufgrund des Verkehrszuwachses um ein zweites Gleis erweitert, welches 1946 wieder demontiert wurde.
Die Preußische Staatsbahn nahm die 6,2 km lange Strecke von Köppelsdorf-Oberlind nach Neuhaus-Schierschnitz am 15. Dezember 1900 in Betrieb. Durchgehend befahrbar war die Verbindung mit der Fertigstellung des 6,5 km langen Teilstücks zwischen Neuhaus-Schierschnitz und Stockheim, wo sie in die bereits bestehende Bahnstrecke Hochstadt-Marktzeuln–Probstzella mündete, am 1. Juni 1901. Die Kosten der Strecke betrugen 1,6 Millionen Mark.

## Betrieb
Die Strecke entwickelte sich im Güter- und Personenverkehr zu einer wichtigen Verbindungsbahn Richtung Norden. Im Sommer 1939 wies sie wochentags acht Personenzugpaare sowie den Eilzug Coburg–Sonneberg–Stockheim–Saalfeld–Göschwitz–Weimar auf. Bei der Reichsbahn trug die Strecke, welche zur Reichsbahndirektion Erfurt gehörte, die Kursbuchstreckennummer 190 m.
Die Bahnstrecke hatte infolge des Zweiten Weltkrieges keine Schäden, so dass ab 14. Mai 1945 Bedarfsgüterzüge verkehrten. Nach der Besetzung Thüringens durch sowjetische Truppen am 3. Juli 1945 wurde der Zugverkehr zwischen Neuhaus-Schierschnitz und Burggrub eingestellt, da die Innerdeutsche Grenze bei Streckenkilometer 30 die Trasse querte, und der Schienenstrang im Grenzbereich demontiert.
Am 17. Februar 1949 machte die Strecke Schlagzeilen, als eine Sonneberger Lokomotive nach Wiederherstellung des abgebauten Streckengleises auf bayerisches Gebiet fuhr. Dort waren bei Burggrub in Grenznähe mehrere beschädigte, jedoch noch rollfähige Güterwagen der Reichsbahndirektion Nürnberg abgestellt. 31 dieser Wagen wurden an die Lokomotive angekoppelt und gegen 17 Uhr über die Grenze nach Thüringen gefahren. Der notdürftig reparierte Schienenstrang wurde im Anschluss wieder demontiert.
Der Reisezugverkehr auf dem verbliebenen Streckenabschnitt von Sonneberg-Ost nach Neuhaus-Schierschnitz wurde, bei zuletzt vier werktäglichen Zugpaaren, am 24. September 1967 eingestellt. Im Oktober 1970 folgte der Güterverkehr und bis 1972 war der Rückbau der Gleisanlagen bis Streckenkilometer 23,6 durchgeführt worden. Die restlichen Gleise ab Sonneberg-Ost mit den zugehörigen Werksanschlüssen wurden im Jahr 2000 zurückgebaut.
Auf dem Streckenteil von Stockheim nach Burggrub wurde nach zuletzt werktäglich zwei Zugpaaren der Personenverkehr im September 1972 eingestellt. Am 21. Februar 1987 folgte die Einstellung des Güterverkehrs und im Herbst des gleichen Jahres der Streckenabbau.